# Eskalator
Eskalator är ett Stockholmsbaserat tio personer starkt skaband som grundades år 1999. Gruppen spelar en "first wave ska" som mycket liknar den som spelades på Jamaica under tidigt 1960-tal. Namnet ska uttalas på svenska.
Sedan september 2007 ligger Eskalator på is på obestämd framtid.

## Medlemmar
Senaste medlemmar
- Al McPope - steg och gurka
- Dr Slide - trombon
- Glenn Clifford - kontrabas
- Swing Fisher - piano
- Little Ron - barytonsaxofon
- Mad Burner - trummor
- Papa Brass - trumpet
- Red Penton - trumpet
- Slim Tucker - sång
- Zac McJazza - gitarr

Tidigare medlemmar
- Golden Nightwolf Woman - piano
- Ian Magville - sång och gitarr
- Sideshow "Bazooka" Bob - piano/orgel
- Max Damage - gitarr
- Ed Squeezer - altsaxofon

## Diskografi
Album
- 2002 - Inte Exakt Likadant
- 2004 - Deluxe
- 2007 - På dödligt allvar med Eskalator

Singlar
- 2005 - Rocksteady Bil